# RubyMotion
RubyMotion ist eine IDE für die Programmiersprache Ruby, die unter iOS, macOS und Android läuft. RubyMotion ist ein kommerzielles Open-Source-Produkt, das 2012 von Laurent Sansonetti für HipByte entwickelt wurde und auf MacRuby für OS X basiert. RubyMotion adaptiert und erweitert MacRuby für andere Plattformen außer lediglich OS X.
RubyMotion-Apps werden in einem iOS-Simulator zusammen mit einer Read-Eval-Print-Loop (REPL) zur interaktiven Inspektion und Modifikation ausgeführt. Objective-C-Bibliotheken von Drittanbietern können in ein RubyMotion-Projekt eingebunden werden, entweder manuell oder mit einem Paketmanager wie CocoaPods. Programme werden statisch in Maschinencode kompiliert, indem Rake als Entwicklungs- und Ausführungswerkzeug verwendet wird.
RubyMotion-Projekte können mit jedem beliebigen Texteditor entwickelt werden. Die RubyMine-IDE bietet Unterstützung für die RubyMotion-Werkzeugkette wie z. B. Code-Vervollständigung und visuelles Debugging.
Ab Version 2.0 unterstützt RubyMotion neben iOS auch die Entwicklung von Anwendungen für OS X. In der Version 3.0 wurde die Android-Unterstützung hinzugefügt.